# 鄂州职业大学
鄂州职业大学是一所位于中华人民共和国湖北省鄂州市的全日制公办专科学校。成立于1984年。